# Pierre Daura

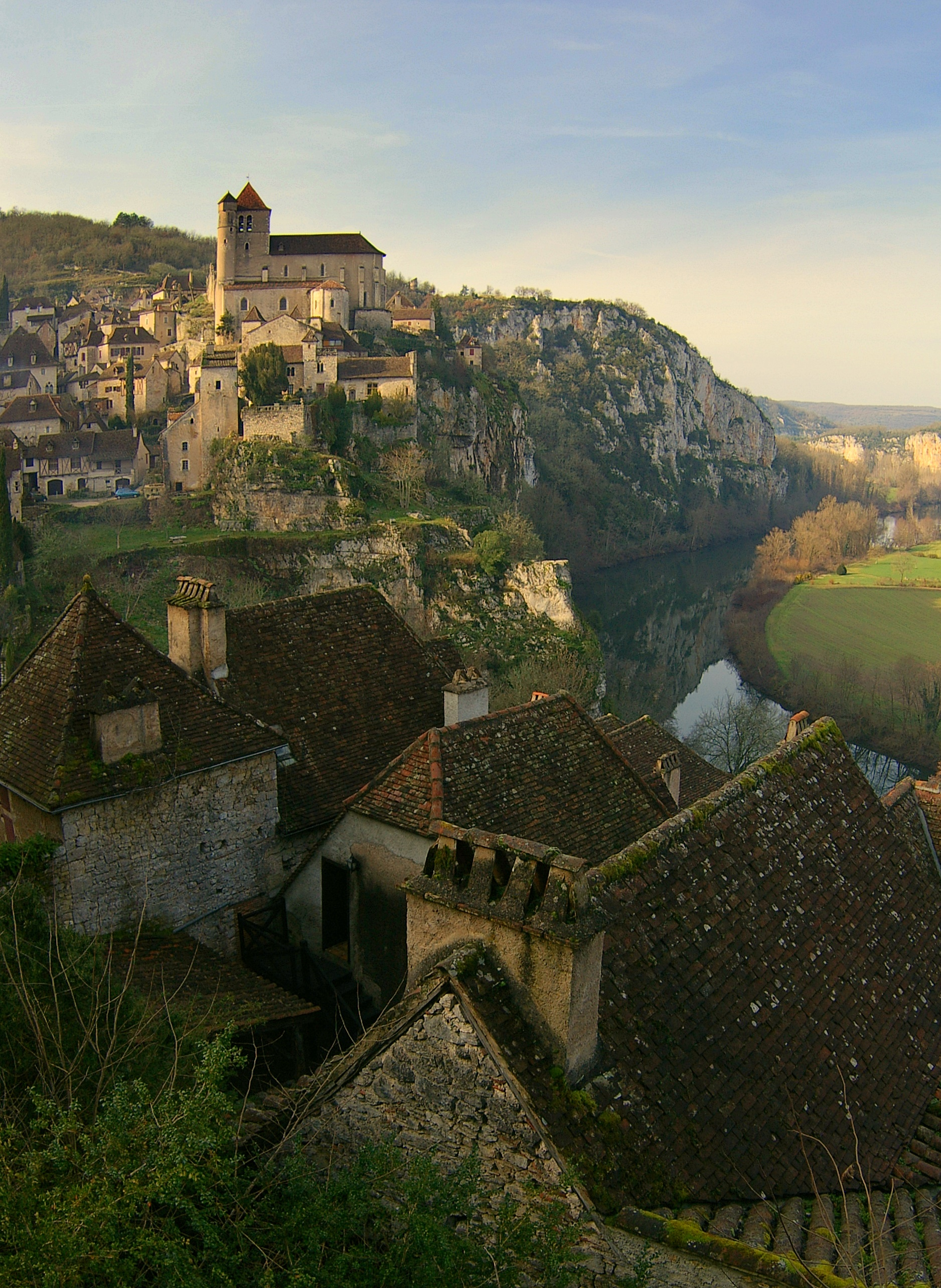
Saint-Cirq-Lapopie

Pierre Daura of Pere Daura (Minorca, 21 februari 1896 – Rockbridge Baths (Virginia), 1 januari 1976) was een Spaans-Amerikaanse schilder en graficus.

## Leven en werk
Daura werd geboren op het eiland Minorca (Balearen). Hij volgde een kunstopleiding bij José Ruiz y Blasco, de vader van Pablo Picasso, aan de Escola de la Llotja in Barcelona. In 1914 ging hij, op achttienjarige leeftijd, naar Parijs, waar hij gedurende de Eerste Wereldoorlog bleef. Hij werkte in het atelier van de schilder Émile Bernard en volgde een opleiding in de grafische techniek. In 1917 keerde hij terug naar Barcelona en van 1918 tot 1920 was hij in militaire dienst op Minorca. In de twintiger jaren van de vorige eeuw ging hij weer naar Frankrijk en strandde in Cahors. De streek beviel hem en hij kocht een huis in Saint-Cirq-Lapopie in het departement Lot. In 1928 trad hij in het huwelijk met de Amerikaanse kunststudente Louise Blair uit de staat Virginia. 
In 1929/30 was hij met onder anderen Joaquín Torres García en Michel Seuphor mede-oprichter van de kunstenaarsgroepering Cercle et Carré. Hij was de ontwerper van het logo van Cercle et Carré en kwam in contact met Hans Arp, Piet Mondriaan, Theo van Doesburg en Kurt Schwitters. Hij bracht in 1934/35 een eerste bezoek aan de Verenigde Staten om kennis te maken met de ouders van zijn echtgenote. In 1937 sloot hij zich aan bij de Republikeinen, die in de Spaanse Burgeroorlog streden tegen de Franquisten. Hij raakte ernstig gewond tijdens de Slag bij Teruel en moest terugkeren naar Frankrijk. Daura, zijn echtgenote en dochter verloren de Spaanse nationaliteit en emigreerden in 1939, voor het uitbreken van de Tweede Wereldoorlog naar Amerika. In 1943 verwierf hij het Amerikaanse staatsburgerschap.
Na de oorlog kreeg Daura de leiding over de kunstopleiding aan het Lynchburg College in Lynchburg.
Zijn bekendste leerling was Cy Twombly, met wie hij bevriend bleef. Van 1959 tot zijn dood in 1976 woonden Daura en familie in Rockbridge Baths in Rockbridge County. 

## Les Maisons Daura
Daura verbleef ieder jaar met zijn familie in zijn huis in het kunstenaarsdorp Saint-Cirq-Lapopie, waar André Breton zijn buurman was. Na zijn dood werd het huis, een hospice uit de dertiende eeuw, geschonken aan de Region Midi-Pyrénées. Het is, na restauratie, sinds 2005 een ontmoetingspunt en atelier voor kunstenaars.

## Daura Gallery
In het Lynchburg College in de stad Lynchburg (Virginia) bevindt zich de Daura Gallery waar een collectie werken van Daura en zijn archief is te zien.